# Geum sikkimense
Geum sikkimense är en rosväxtart som beskrevs av David Prain. Geum sikkimense ingår i släktet nejlikrotsläktet, och familjen rosväxter. Inga underarter finns listade i Catalogue of Life.